# Contea di Anderson (Kansas)
La contea di Anderson in inglese Anderson County è una contea dello Stato del Kansas, negli Stati Uniti.

## Geografia
La popolazione al censimento del 2000 era di 8 110 abitanti. Il capoluogo di contea è Garnett.

### Contea confinanti
- Franklin County (north)
- Miami County (northeast)
- Linn County (east)
- Bourbon County (southeast)
- Allen County (south)
- Woodson County (southwest)
- Coffey County (west)

## Città
- Colony
- Garnett
- Greeley
- Harris
- Kincaid
- Lone Elm
- Westphalia